# Éplessier
Éplessier település Franciaországban, Somme megyében. Lakosainak száma 342 fő (2022. január 1.). Éplessier Caulières, Croixrault, Lachapelle, Meigneux, Poix-de-Picardie, Sainte-Segrée, Saulchoy-sous-Poix és Thieulloy-l’Abbaye községekkel határos.

## Népesség
A település népességének változása:
| Lakosok száma | 380  | 378  | 382  | 361  | 353  | 351  | 347  | 343  | 342  |
|               | 2013 | 2015 | 2016 | 2017 | 2018 | 2019 | 2020 | 2021 | 2022 |